# Храпин
Хра́пин — село в Україні, у Локницькій сільській громаді Вараського району Рівненської області. Населення станом на 1 січня 2021 року становило 391 особу.
Назва вірогідніше походить від імені колишнього власника маєтку пана Храпи.
В селі є школа І-ІІ ступенів, клуб, фельдшерсько-акушерський пункт, бібліотека, 2 магазини, пошта, церква.